# Ceratoneura woolleyi
Ceratoneura woolleyi är en stekelart som beskrevs av Ikeda 2001. Ceratoneura woolleyi ingår i släktet Ceratoneura och familjen finglanssteklar. Inga underarter finns listade i Catalogue of Life.